# Loge De Vergenoeging
Loge De Vergenoeging is een vrijmetselaarsloge in Willemstad opgericht in 1784, vallende onder het Grootoosten der Nederlanden.

## Geschiedenis
Het verzoek om een constitutiebrief d.d. 8 juli 1784 werd gedaan door Petrus B. van Starckenborgh, Hendrik Matth. Evertsz, E. van Marum, Jacob W. Erbervelt, Jan Siertsema, B.A. Cancrijn, Boudewijn Voss, J.S. Busche, Dirk A. Reitz, R.G. Balhorn en Joh. Hendrik Herschhafft. De door de Provinciaal Grootmeester John Jones op 21 februari 1784 verleende voorlopige constitutiebrief vermeldt de namen van Petrus Bernardus van Starckenborgh, Hendrik Matthias Evertsz, Engbertus van Marum, J.W. Erbervelt, Jan Siertsema, Boudewijn Voss, Johannes Stephanus Busche, Bernardus Anthony Cancrijn, Johannes Graval Hendr.zn, Jan Voss Gijsb.zn, Dirk Anthony Reitz en Pieter Daal. De loge werd op 21 februari 1785 geïnstalleerd. De constitutiebrief werd geratificeerd op 11 september 1787 op verzoek van P.W. van Starckenborgh, Ands Walgren Boonar, Joh. Graval Hend.zn, Wim Kier de Windt, Jan Vos Gijsbertzn, Jan Matth. Brunings, Pieter Kier de Windt, Jacob. Hend. Hermes, Joh. Hendr. Brill, Andries Winckelaar en J.H.O. Negenborn.Vervolgens was deze Loge in ruste van 1796 tot 1803 en van 1841 tot 1854. Ze was in 1811 zelfs buiten tijding. De loge werd op 7 mei 1854 opnieuw geïnstalleerd, op verzoek van A. Beaujon en negen anderen.
Vrijmetselarij · Beginselen · Geschiedenis · Symbolen · Vrijmetselaarsloge · Ordegrondwet · Obediëntie · Regulariteit en irregulariteit · Ritus · Graden · Grootmeester · Gemengde vrijmetselarij · Para-vrijmetselarij · Antivrijmetselarij · Vrijmetselarij in Nederland · Vrijmetselarij in België · Internationale vrijmetselarij
>>> Meer info op Portaal:Vrijmetselarij <<<